# ICloud
iCloud é um sistema de armazenamento em nuvem desenvolvido pela Apple Inc. O serviço oferece aos usuários maneiras de armazenar dados, como documentos, fotos e músicas, em servidores remotos, para serem baixados em dispositivos iOS, macOS e Windows.
O iCloud foi anunciado em 6 de junho de 2011, no evento Apple Worldwide Developers Conference (WWDC). O sistema permite que os usuários compartilhem seu emails, contatos, marcações no calendário e documentos iWork; e localizarem os seus dispositivos iOS ou MacBook.

## Private Relay
O Private Relay é um recurso do iCloud+ (atualmente em versão beta) que permite que os usuários naveguem no Safari de forma privada, semelhante a uma rede privada virtual. Este recurso não está disponível na China, Bielorrússia, Colômbia, Egito, Cazaquistão, Arábia Saudita, África do Sul, Turquemenistão, Uganda e Filipinas, mas isso pode variar com o tempo.